# Згурск
Згурск, также Взгурск (бел. Згурск, Узгурск) — деревня в Валевачском сельсовете Червенского района Минской области.

## География
Располагается в 20 километрах к северо-западу от райцентра, в 54 километрах от Минска, на реке Гать.

## История
Населённый пункт известен с XVIII века. На 1800 год застенок в составе Игуменского уезда Минской губернии, являлся шляхетской собственностью и насчитывал 4 двора, где жили 31 человек. На 1858 год деревня входила в состав имения Рудня Чёрная, принадлежавшего помещику Ф. Варентке, здесь проживали 59 человек. Согласно Переписи населения Российской империи 1897 года деревня входила в Гребёнскую волость, здесь было 24 двора, проживали 163 человека. Рядом с деервней также была одноимённая околица в 3 двора с 23 жителями. На 1917 год деревня насчитывала 25 дворов и 171 жителя, одноимённое урочище — 3 двора и 11 жителей. С февраля по декабрь 1918 года деревня была оккупирована немцами, с августа 1919 по июль 1920 — поляками. 20 августа 1924 года вошла в состав вновь образованного Гребёнского сельсовета Червенского района Минского округа (с 20 февраля 1938 — Минской области). По переписи населения СССР 1926 года в деревне насчитывалось 30 дворов, проживали 187 человек, рядом также был хутор в 1 двор, где насчитывалось 5 жителей. Во время Великой Отечественной войны деревня была оккупирована немецко-фашистскими захватчиками в конце июня 1941 года. 16 её жителей погибли на фронте. Освобождена в июле 1944 года. 16 июля 1954 года вошла в состав Валевачского сельсовета. На 1960 год население деревни составило 189 человек. В 1980-е годы деревня входила в состав совхоза «Светоч», здесь работал магазин. На 1997 год насчитывалось 29 домов, 63 жителя.

## Население
- 1800 — 4 двора, 31 житель.
- 1858 — 59 жителей.
- 1897 — 27 дворов, 186 жителей (деревня + околица).
- 1917 — 28 дворов, 182 жителя (деревня + урочище).
- 1926 — 31 двор, 192 жителя (деревня + хутор).
- 1960 — 189 жителей.
- 1997 — 29 дворов, 63 жителя.
- 2013 — 11 дворов, 30 жителей.

## Известные уроженцы
- Крук, Иван Иванович — белорусский этнограф.